# Jean Daum
Pour les articles homonymes, voir Daum.
Jean Daum, né à Bischwiller le 23 juin 1825 et mort à Nancy le 10 février 1885, notaire à Bitche, est le fondateur de la verrerie Daum qui deviendra la célèbre cristallerie actuelle.

## Biographie
Lors de l'annexion par l'empire allemand de l'Alsace-Lorraine (Alsace-Moselle), il vend son étude de notariat, opte pour la France et s'installe à Nancy où, en 1878, il rachète la cristallerie de Nancy. Rapidement, son fils aîné Auguste Daum s'investit dans la direction de la cristallerie et a l'idée de développer la production de pièces Art nouveau, avec la collaboration artistique et technique de son autre fils, Antonin Daum.